# Saison 13 d'Esprits criminels
Chronologie
Saison 12 Saison 14
La treizième saison d’Esprits criminels (Criminal Minds), série télévisée américaine, est constituée de  vingt-deux épisodes et diffusée depuis le 27 septembre 2017 sur CBS.

## Synopsis
Le département des sciences du comportement (BAU, Behavioral Analysis Unit en VO), situé à Quantico en Virginie, est une division du FBI. La série suit une équipe de profileurs, dirigée par l'Agent Emily Prentiss et amenée à se déplacer dans l'ensemble des États-Unis (et ailleurs), chargée d'enquêter localement sur les criminels et les tueurs en série. Chacun de ses agents a sa spécialité et sa personnalité, ce qui les rend complémentaires.

## Distribution

### Acteurs principaux
- Joe Mantegna (VF : Hervé Jolly) : agent spécial superviseur David Rossi
- Matthew Gray Gubler (VF : Taric Mehani) : agent spécial Spencer Reid (17 épisodes)
- Paget Brewster (VF : Marie Zidi) : agent spécial Emily Prentiss, chef d'équipe
- Andrea Joy Cook (VF : Véronique Picciotto) : agent spécial Jennifer « J. J. » Jareau
- Kirsten Vangsness (VF : Laëtitia Lefebvre) : Penelope Garcia, analyste et agent de liaison
- Adam Rodriguez (VF : Cyrille Artaux) : agent spécial Luke Alvez
- Aisha Tyler (VF : Anne O'Dolan) : Dr Tara Lewis, psychologue spécialisée dans la psychologie judiciaire (20 épisodes)
- Daniel Henney (VF : Anatole de Bodinat) : agent des opérations spéciales Matthew « Matt » Simmons

### Invités
- Bodhi Elfman (VF : Daniel Lafourcade) : Peter Lewis (épisode 1)
- Jamie Kennedy (VF : Laurent Morteau) : Floyd Feylinn Ferell[2] (épisode 5)
- Shemar Moore (VF : David Krüger) : Derek Morgan[3] (épisode 5)
- Max Adler : Assistant Chef Jimmy Mackenzie (épisode 11)
- Kim Rhodes (VF : Vanina Pradier) : la directrice-adjointe Linda Barnes (épisodes 13 à 16)
- Mark Damon Espinoza : juge Scott Taveras (épisode 13)
- Drake Hogestyn : Sénateur Alfred Mayhew[4] (épisode 16)
- James Urbaniak (VF : Jean-Philippe Puymartin) : Owen Quinn (épisode 22)
- Michael Hogan (VF : Michel Voletti) : Benjamin Merva (épisode 22)
- Karen David : Mary Meadows (épisode 22)

## Production

### Casting
Après l'annulation de la série dérivée Esprits criminels : Unité sans frontières, Daniel Henney reprend son rôle de l’agent Matthew « Matt » Simmons dans Esprits criminels en rôle principal.

### Diffusion
- Aux États-Unis, la saison est diffusée depuis le 27 septembre 2017 sur CBS ;
- Au Canada, elle est diffusée deux heures à l'avance sur CTV à l'automne et au printemps, ainsi qu'en simultané en janvier.

## Liste des épisodes

### Épisode 1:Nouveau départ
- États-Unis /  Canada : 27 septembre 2017 sur CBS / CTV
- Belgique /  Suisse : 3 décembre 2017 sur RTL-TVI / RTS Un
- France : 20 décembre 2017 sur TF1[6]

- États-Unis : 7 millions de téléspectateurs[7] (première diffusion)
- Canada : 1,437 million de téléspectateurs[8] (première diffusion + différé 7 jours)

- Josh Stewart (Will LaMontagne Jr.)
- Bodhi Elfman (Peter Lewis)
- Tracie Thoms (Monica Walker)
- Andrew Pifko (The Doctor)
- Diahnna Nicole Baxter (ER Doctor)
- James Levine (Howard Nathanson)
- DeRon Munroe (Eli Walker)
- Lauryn Kennedy Hardy (Maya Walker)
- Dean Schaller (Shirtless Man)

- D'introduction : « Reste debout quand rien ne subsiste en toi en dehors de la volonté farouche de survivre à tout. » de Rudyard Kipling.

### Épisode 2:Surprise de minuit
- États-Unis /  Canada : 4 octobre 2017 sur CBS / CTV
- Belgique /  Suisse : 10 décembre 2017 sur RTL-TVI / RTS Un
- France : 3 janvier 2018 sur TF1

- États-Unis : 6,17 millions de téléspectateurs[9] (première diffusion)
- Canada : 1,267 million de téléspectateurs[10] (première diffusion + différé 7 jours)

- Alberto Frezza (William Lynch )
- Mary Jo Deschanel (Edith Lynch Old Woman)
- Jeanine Mason (Helen Pierce)
- Tiffany Daniels (Wanda)
- Gretchen German (FBI Instructor)
- Tim Russ (Agent Lawrence)
- Karin de la Penha (M.E. Rosalind Bell)
- Lisa McCullough (Holly)
- Jodi Moore (Ruth Lynch)
- Judah Mackey (Young William Lynch)
- Damon Erik Williams (Cyclist #1)
- Iain Sandison (Cyclist #2)
- Tegan Ashton Cohan (Young Edith Lynch)

- D'introduction : « Je pense que la seule façon de changer réellement quelqu'un, c'est de le tuer. » de Carl Panzram.
- De conclusion : « Vous ne pouvez pas relier les événements entre eux en regardant devant vous, vous ne pouvez les relier et les comprendre qu'en scrutant votre passé, en espérant que le dessin qu'ils forment aura un sens dans votre avenir. » de Steve Jobs.

### Épisode 3:L'Ange bleu
- États-Unis /  Canada : 11 octobre 2017 sur CBS / CTV
- Belgique /  Suisse : 17 décembre 2017 sur RTL-TVI / RTS Un
- France : 10 janvier 2018 sur TF1

- États-Unis : 5,87 millions de téléspectateurs[11] (première diffusion)
- Canada : 1,364 million de téléspectateurs[12] (première diffusion + différé 7 jours)

- Solomon Shiv (Gabriel Merza)
- Jamie Gray Hyder (Kimberly Desmond)
- Rose Abdoo (Janel Desmond)
- Brandon Jay McLaren (Captain Adrian Scott)
- Monique Gall (Officer Cenisa Royce)
- Chin Yere (Becca Miles)
- Carson Fagerbakke (Gianna Schrader)
- Lisa Dinkins (Dr Connie Linn)
- Erin Pineda (Lia Wyler)
- Kelly Frye (Kristy Simmons)
- Declan Whaley (David Simmons)
- Ezra Dewey (Jake Simmons)
- Kaylee Quach (Lily Simmons)
- Genevieve Quach (Chloe Simmons)
- Danny Barclay (Curtis Wyler)
- Jim Kane (Phillip Sullivan)

- D'introduction : « La cruauté, comme tous les autres vices, ne requiert aucune motivation externe. Elle n'a besoin que d'une opportunité. » de George Eliot.
- De conclusion : « On voyage autour du monde à la recherche de quelque chose, et on rentre chez soi pour le trouver. » de George Moore.

### Épisode 4:Liste noire
- États-Unis /  Canada : 18 octobre 2017 sur CBS / CTV
- Suisse : 11 janvier 2018 sur RTS Un
- Belgique : 14 janvier 2018 sur RTL-TVI
- France : 17 janvier 2018 sur TF1

- États-Unis : 5,94 millions de téléspectateurs[13] (première diffusion)
- Canada : 1,374 million de téléspectateurs[14] (première diffusion + différé 7 jours)

- Tyler Francavilla (Jake Loban)
- Emily Rose (Tori Hoffstadt)
- Sean Patrick Thomas (Agent Terry Richardson)
- Wallace Langham (Mr. X)
- Charan Prabhakar (Ambar Nair)
- Jayme Andrews (Zach Devlin)
- Alexandra Young (Daisy Duke)
- Conner Marx (Hugh Fitzgerald)
- Julian Silver (Coder)
- Keylor Leigh (Team Leader)
- Victoria Ortiz (Tech Geek)
- Zac Titus (Armed Officer)
- John Alexander (Douglas Bell)
- Raj Bhavsar (Rafi Abdella)

- D'introduction : « Il est imprudent d’être trop sûr de sa propre sagesse. » de Mahatma Gandhi.
- De conclusion : « Le meurtrier survit à sa victime pour découvrir que c'est de lui-même qu'il aurait aimé se débarrasser. » de Thornton Wilder.

### Épisode 5:Copie conforme
- États-Unis /  Canada : 25 octobre 2017 sur CBS / CTV
- Suisse : 18 janvier 2018 sur RTS Un
- Belgique : 21 janvier 2018 sur RTL-TVI[15]
- France : 4 juin 2018 sur TF1

- États-Unis : 5,91 millions de téléspectateurs[16] (première diffusion)
- Canada : 1,335 million de téléspectateurs[17] (première diffusion + différé 7 jours)

- Shemar Moore (Derek Morgan)
- Jamie Kennedy (Floyd Feylinn Ferell)
- Jaime Barcelon (Marcus Manning)
- Sitara Hewitt (Billie Williams)
- Mark Gantt (Detective Alex Russ)
- Kate Connor (Sheryl Timmons)
- Nicole Steinwedell (Lori Buccio)
- Gustavo Quiroz (Jody Buccio)
- Maria Howell (Dr Lode Barren)
- Christopher Chen (Dr Warren Spitz)
- Gwen Holloway (Lee-Ann Kelton)
- Catherine Leong (Johanna Manning)
- Isaac C. Singleton Jr. (Orderly)
- Isaac Cheung (Gary)
- Shane Paul McGhie (Hunter)
- Calida Jones (Libby)
- Peanut Alvarez (Stacy)
- Ryder Vanias (Hank Morgan)

- D'introduction : « J’aime mettre les choses à l’envers pour voir les images et les situations sous un autre angle. » de Ursus Wehrli.
- De conclusion : « Nous parlons toujours du conflit entre le bien et le mal, mais le véritable conflit oppose la vérité au mensonge. » de Don Miguel Ruiz.

### Épisode 6:Avant la fin du monde
- États-Unis /  Canada : 8 novembre 2017 sur CBS / CTV
- Suisse : 25 janvier 2018 sur RTS Un
- Belgique : 28 janvier 2018 sur RTL-TVI[18]
- France : 28 février 2018 sur TF1

- États-Unis : 5,5 millions de téléspectateurs[19] (première diffusion)
- Canada : 1,424 million de téléspectateurs[20] (première diffusion + différé 7 jours)

- Darrell Hammond (Lawrence Coleman)
- Meagen Fay (Irene Jacobs)
- Aisha Alfa (Allie Leighton)
- Angela Fornero (Paige Burrell)
- Camille Chen (Joanna Miller)
- Kimleigh Smith (Dr Roberta Childs)
- Summer Rose Ly (Chrissy Miller)
- Michael Whaley (Captain Chuck Skinner)
- Christine Weatherup (Lacy)
- Andrea Cortes (Mia)
- Tristan Byon (Joe Miller)

- D'introduction : « C'est ainsi que finit le monde. Pas sur un boum, mais sur un murmure. » de T. S. Eliot.
- De conclusion : « Même si on m'apprenait que la fin du monde était pour demain, je planterais tout de même un pommier. » de Martin Luther.

### Épisode 7:La Haine dans la peau
- États-Unis /  Canada : 15 novembre 2017 sur CBS / CTV
- Suisse : 1er février 2018 sur RTS Un
- Belgique : 4 février 2018 sur RTL-TVI
- France : 7 mars 2018 sur TF1

- États-Unis : 5,64 millions de téléspectateurs[22] (première diffusion)
- Canada : 1,356 million de téléspectateurs[23] (première diffusion + différé 7 jours)

- Corey Reynolds (Phil Brooks)
- Doris Morgado (Desi Gutierrez)
- Michelle C. Bonilla (Tina Gutierrez)
- Tim Lounibos (Chief Gary Foles)
- Robert McHalffey (Ryan Kash)
- Jackie Dallas (Liz Meyer)
- Omar Adam (Concerned Bystander)
- Mig Macario (Doctor Michael Bateman)
- McKenna Kerrigan (Hannah Accord)
- Jennifer Shelton (Tricia Smoots)

- D'introduction : « Là où il y a souffrance, il n'y a pas de mots. Toutes les souffrances se ressemblent. » de Toni Morrison.
- De conclusion : « N'oublie pas ma chère que nous sommes notre propre peine, nous sommes notre propre bonheur et nous sommes notre propre remède. » de Huseyn Raza.

### Épisode 8:Le Tueur au néon
- États-Unis /  Canada : 22 novembre 2017 sur CBS / CTV
- Suisse : 1er février 2018 sur RTS Un
- Belgique : 11 février 2018 sur RTL-TVI
- France : 22 août 2018 sur TF1

- États-Unis : 6,31 millions de téléspectateurs[24] (première diffusion)
- Canada : 1,485 million de téléspectateurs[25] (première diffusion + différé 7 jours)

- Liam Cronin (Jeffrey Whitfield)
- Kim Hawthorne (Sandra Madsen)
- Devin Kawaoka (Kal Montgomery)
- Monica Day (Lindsey Krukowski)
- Selkie Hom (Nancy Jones)
- Lana McKissack (Natalie Corbis)
- Rick Fox (Brian Stoll)
- Doris L. Guerrero (Detective Michelle Wallenberg)
- Curt Mega (Steven O'Malley)
- Sydney Mae Estrella (Alex Grayson)
- Joseph Kibler (Channel 3 Reporter #1)
- Eddie Kaulukukui (Benjamin Grayson)
- Dominique Generaux (Reporter #1)
- Jeremy Andorfer-Lopez (Reporter #2)

- D'introduction : « Le spectacle est le capital à un tel degré d'accumulation qu'il devient image. » de Guy Debord.
- De conclusion : « Je ne voyage jamais sans mon journal intime. Il faut toujours avoir quelque chose de sensationnel à lire dans le train. » de Oscar Wilde.

### Épisode 9:Au cœur de la conspiration
- États-Unis /  Canada : 6 décembre 2017 sur CBS / CTV
- Suisse : 27 mai 2018 sur RTS Un
- Belgique : 29 mai 2018 sur RTL-TVI
- France : 11 juin 2018 sur TF1

- États-Unis : 5,34 millions de téléspectateurs[26] (première diffusion)
- Canada : 1,321 million de téléspectateurs[27] (première diffusion + différé 7 jours)
- France : 3,991 millions de téléspectateurs[28] (première diffusion)

- Zelda Williams (Melissa Miller)
- Darrett Sanders (Sheriff Mike Bowman)
- Antonio Robles (Doug Downey)
- TJ Alvarado (Gary Hiles)
- Richard Gilliland (Bob Orci)
- Amanda Howell (M.E. Leslie Jackson)
- David Elson (Bryan Behar)
- Matt Baker (Carl Lee)

- D'introduction : « Une fois qu'on a écarté l'impossible, ce qui reste, aussi improbable que cela puisse paraitre, doit être la vérité. » de Sir Arthur Conan Doyle.
- De conclusion : « Tout le monde a le droit de se forger sa propre opinion, mais pas de forger ses propres faits. » de Daniel Patrick Moynihan.

### Épisode 10:Plongeon mortel
- États-Unis /  Canada : 3 janvier 2018 sur CBS / CTV
- Suisse : 27 mai 2018 sur RTS Un
- Belgique : 29 mai 2018 sur RTL-TVI
- France : 29 août 2018 sur TF1

- États-Unis : 5,41 millions de téléspectateurs[29] (première diffusion)
- Canada : 1,38 million de téléspectateurs[30] (première diffusion + différé 7 jours)

- Steven Grayhm (Jess Carney)
- Jessi Fisher (Wanda Robbins)
- John Tyler Vogt (Larry Robbins)
- Lou Diamond Phillips (Sheriff Clifford)
- Brad Hunt (Casey Peters)
- Shannon Merrill Brown (Timothy Kane)
- Jason Her (Walter Knight)
- Carter Hastings (Young Leland Peters)
- Connor Falk (Young Jess Carney)
- Jason Trevits (Mr. Kane)
- Christina Gentry (Mrs. Kane)
- Preston Fladd (Smitty)

- D'introduction : « Ne parlez pas du mal, car cela éveille la curiosité dans le cœur des plus jeunes. » Proverbe des indiens Lakotas.
- De conclusion : « Là où il y a des ruines, il y a l'espoir d'un trésor. » de Djalâl ad-Dîn Rûmî.

### Épisode 11:Une ville sous influence
- États-Unis /  Canada : 10 janvier 2018 sur CBS / CTV
- Suisse : 3 juin 2018 sur RTS Un
- Belgique : 5 juin 2018 sur RTL-TVI
- France : 5 septembre 2018 sur TF1

- États-Unis : 5,7 millions de téléspectateurs[31] (première diffusion)
- Canada : 1,523 million de téléspectateurs[32] (première diffusion + différé 7 jours)

- Myndy Crist (Trish Gaines)
- Ben Browder (Chief Steve Gaines)
- Marcelle LeBlanc (Dana Gaines)
- Chase Brosamle (Trevor Gaines)
- Max Adler (Asst. Police Chief Jimmy Mackenzie)
- Kathryn Winslow (Michelle Gorman/Mackrel Shelly)
- Lauren Oliveira (Kat Mackrel)
- Hope Banks (Barb Stanhope)
- Annette M. Lesure (Meg DiCamillo)
- Dieterich Gray (Rick Sturgess)
- John Macey (Bartender)
- Karen Huie (Dr Anne Cabrera)
- Nathan DeLaTorre (Bob Sanderson)
- Nikki Lorenzo (Janet Morrison)
- Layla Gocong (Justine Mackrel)
- Gabriel Burrafato (Dr Joe Gorman)

- D'introduction : « Mes secrets les plus enfouis sont terrifiants. Ils sont tels des poches de tristesse figées qui ne cessent de s'accumuler. » de Sue Townsend.
- De conclusion : « Je crois que dans l'esprit de chaque être humain réside une incroyable capacité à survivre. » d'Amanda Lindhout.

### Épisode 12:Gare au loup
- États-Unis /  Canada : 17 janvier 2018 sur CBS / CTV
- Suisse : 3 juin 2018 sur RTS Un
- Belgique : 5 juin 2018 sur RTL-TVI
- France : 12 septembre 2018 sur TF1

- États-Unis : 5,63 millions de téléspectateurs[33] (première diffusion)

- Ronnie Marmo (Mitchell McCord)
- Carlin James (Chad Higgins)
- Melissa De Sousa (Adele McCord)
- Jon Donahue (Greg Winters)
- Derek Anthony (Captain Martin Savalas)
- Susan Slome (M.E. Clare Kaufman)
- Daniella Alonso (Lisa Douglas)
- Nico Christou (Bryce McCord)
- Leana Chavez (Cop #1)
- Ken Hodges (Brad Norton (Jogger))
- Khalid Ghajji (Hooded Figure)
- Chaz Ingram (Husband)
- Jackie Houston (Wife)
- Anthony Martins (Vihaan Patel)
- Jess Weaver (Robber)
- Eliot Rodriguez (Passerby)

- D'introduction : « C'est l'effet des erreurs de la lune. Elle s'approche de la Terre plus que de coutume et elle rend les gens fous. » de William Shakespeare.
- De conclusion : « Même celui dont le cœur est pur, qui chaque soir dit sa prière, peut se changer en bête lorsque fleurit la mort-aux-loups et resplendit la lune d'automne. » de Curt Siodmak.

### Épisode 13:Vengeance codée
- États-Unis /  Canada : 24 janvier 2018 sur CBS / CTV
- Suisse : 10 juin 2018 sur RTS Un
- Belgique : 12 juin 2018 sur RTL-TVI
- France : 19 septembre 2018 sur TF1

- États-Unis : 5,3 millions de téléspectateurs[34] (première diffusion)
- Canada : 1,458 million de téléspectateurs[35] (première diffusion + différé 7 jours)

- Kim Rhodes (Assistant Director Linda Barnes)
- Emilio Garcia-Sanchez (Rafael Taveras)
- Klea Scott (Lieutenant Rakesha Wilson)
- Susan Ortiz (Julia Taveras)
- Marta Cross (Elena Duran)
- Gigi Zumbado (Olivia Taveras)
- Mark Damon Espinoza (Scott Taveras)
- Christopher Cho (Andrew Hirota)
- Alesha Reneé (Abigail Fuller)
- Courtney Foley (Assistant Mia Prado)
- David Sedgwick (Douglas Carmichael)
- Ashley Snyder (Dr Hannah Cooke)
- Dean Austin (Security Guard)

- D'introduction : « D'instinct celui qui souffre cherche une cause à sa souffrance. Chacune de ses plaintes contient le germe de la vengeance. » de Friedrich Nietzsche.

### Épisode 14:Souillure
- États-Unis /  Canada : 31 janvier 2018 sur CBS / CTV
- Suisse : 10 juin 2018 sur RTS Un
- Belgique : 12 juin 2018 sur RTL-TVI
- France : 26 septembre 2018 sur TF1

- États-Unis : 5,42 millions de téléspectateurs[36] (première diffusion)
- Canada : 1,457 million de téléspectateurs[37] (première diffusion + différé 7 jours)

- Kim Rhodes (Assistant Director Linda Barnes)
- Myles Bullock (Kevon Winters)
- Moe Irvin (Chief Thomas Wheeler)
- Gregory Zarian (Walter Trudeau)
- Jay Linzy (Carl Kevork)
- Salvador Benavides (Dr Aristeo Caruso)
- Regina Williams (Tanesa Winters)
- David Abed (Overworked Doctor)
- Isaiah Russell-Bailey (Young Kevon Winters)
- Chiara Maya (Dr Emily Hicks)
- Cile Turner-Borman (Edna)
- Mario Perez (Ramon)
- Dahlia DaCosta (Dahlia)

- D'introduction : « Ma blessure a pour nom géographie. Elle est aussi mon ancrage, mon port d'attache. » de Pat Conroy.
- De conclusion : « Nous évoluons tous sur des toiles tissées bien avant notre naissance. » de William Faulkner.

### Épisode 15:Ingérence
- États-Unis : 7 mars 2018 sur CBS
- Canada : 8 mars 2018 sur CTV
- Suisse : 17 juin 2018 sur RTS Un
- Belgique : 2 septembre 2018 sur RTL-TVI
- France : 3 octobre 2018 sur TF1

- États-Unis : 5,04 millions de téléspectateurs[38] (première diffusion)

- Kim Rhodes (Assistant Director Linda Barnes)
- Daniel Robbins (Justin Franco)
- Rachel Quaintance (détective Shannon Morris)
- Deric Augustine (Ray Murphy)
- Krishna Smitha (Jenny Kyle)
- Paloma Rabinov (Vicky Wilson)
- Yoshi Barrigas (Charles Cook)
- Jessica Richards (Rachel Willow)
- Alex Benjamin (Larry Scanlon)
- Mona Mira (Corrine Jordan)
- David Chan (CS Tech)

- D'introduction : « Les querelles de famille sont des choses bien amères, ni des maladies, ni des blessures, ce sont plutôt des déchirures de la peau qui ne parviennent jamais à cicatriser tout à fait. » de F. Scott Fitzgerald.

### Épisode 16:Dernier Soupir
- États-Unis : 14 mars 2018 sur CBS
- Canada : 15 mars 2018 sur CTV
- Suisse : 17 juin 2018 sur RTS Un
- Belgique : 2 septembre 2018 sur RTL-TVI
- France : 10 octobre 2018 sur TF1

- États-Unis : 5,69 millions de téléspectateurs[39] (première diffusion)
- Canada : 991 000 téléspectateurs[40] (première diffusion + différé 7 jours)

- Kim Rhodes (Assistant Director Linda Barnes)
- Casey Thomas Brown (Kevin Peck)
- Gary Basaraba (James Odenkirk)
- Elle Young (Tyra)
- Victor Buno (Agent Douglas Rudy)
- Teo Olivares (Ned Hogan)
- Anissa Borrego (Anita Aldo)
- Jay Jackson (Cybercrimes Unit Chief Gary Omri)
- Liana Ramirez (Victim #2)
- William Nicol (Mulder Lookalike)
- Laura Long (Scully Lookalike)
- Natalie Jongjaroenlarp (Pretty Co-Ed)
- Lucas Salvagno (Chad Stiller)
- Charlie E. Schmidt (Director)
- Chloe Dworkin (Victim #3)
- Steve Bethers (Adam Jefferies)
- Felipe Figueroa (Concierge)
- Kate Amundsen (Jessica Mayhew)
- Drake Hogestyn (Senator Alfred Mayhew)
- Cottrell Guidry (Agent Sean Dougherty)
- Thomas Elliott (Stunt Coordinator/Utility)

- D'introduction : « La mort est mère de la beauté, c'est donc à travers elle, et à travers elle seule, que nous pouvons assouvir pleinement nos rêves et nos désirs. » de Wallace Stevens.

### Épisode 17:Sous le masque du clown
- Canada : 20 mars 2018 sur CTV
- États-Unis : 21 mars 2018 sur CBS
- Suisse : 24 juin 2018 sur RTS Un
- Belgique : 9 septembre 2018 sur RTL-TVI
- France : 31 octobre 2018 sur TF1

- États-Unis : 5,26 millions de téléspectateurs[41] (première diffusion)
- Canada : 1,381 million de téléspectateurs[42] (première diffusion + différé 7 jours)

- D'introduction : « Les masques jouissent d'une qualité toute paradoxale : bien qu'ils dissimulent la réalité physique, ils peuvent nous dévoiler comment une personne désire être vue. » de Joanna Scott (en).
- De conclusion : « Il n'est pas en notre pouvoir de haïr ou d'aimer, car le destin prend le pas sur notre volonté. » de Christopher Marlowe.

### Épisode 18:Parade nuptiale
- États-Unis /  Canada : 28 mars 2018 sur CBS / CTV
- Suisse : 24 juin 2018 sur RTS Un
- Belgique : 9 septembre 2018 sur RTL-TVI
- France : 24 octobre 2018 sur TF1

- États-Unis : 6,59 millions de téléspectateurs[43] (première diffusion)
- Canada : 1,28 million de téléspectateurs[44] (première diffusion + différé 7 jours)

- D'introduction : « Le jour où on s'aperçoit qu'on veut tout avoir, c'est peut-être parce qu'on est dangereusement près de ne plus rien vouloir. » de Sylvia Plath.
- De conclusion : « Peu importe l'éloignement de nos voyages, on emporte toujours nos souvenirs dans nos bagages. » de August Strindberg.

### Épisode 19:Sur le fil du rasoir
- États-Unis /  Canada : 4 avril 2018 sur CBS / CTV
- Suisse : 1er juillet 2018 sur RTS Un
- Belgique : 16 septembre 2018 sur RTL-TVI
- France : 17 octobre 2018 sur TF1

- États-Unis : 5,9 millions de téléspectateurs[45] (première diffusion)
- Canada : 1,319 million de téléspectateurs[46] (première diffusion + différé 7 jours)

- D'introduction : « La violence n'est pas un catalyseur, mais une diversion. » de Joseph Conrad.
- De conclusion : « Ne te félicite pas du lendemain, tu ne sais pas ce qu'aujourd'hui va enfanter. » du Livre des Proverbes.

### Épisode 20:Buffet à volonté
- États-Unis /  Canada : 11 avril 2018 sur CBS / CTV
- Suisse : 1er juillet 2018 sur RTS Un
- Belgique : 16 septembre 2018 sur RTL-TVI
- France : 7 novembre 2018 sur TF1

- États-Unis : 5,2 millions de téléspectateurs[47] (première diffusion)
- Canada : 1,266 million de téléspectateurs[48] (première diffusion + différé 7 jours)

- D'introduction : « S'accrocher à sa colère, c'est comme boire du poison, en espérant qu'il éliminera notre ennemi. » (Auteur anonyme)
- De conclusion : « Le pardon est le parfum que répand la violette sur le talon qui l'écrase. » de Mark Twain.

### Épisode 21:Un bruit dans la tête
- États-Unis : 18 avril 2018 sur CBS
- Canada : 19 avril 2018 sur CTV
- Suisse : 8 juillet 2018 sur RTS Un
- Belgique : 30 septembre 2018 sur RTL-TVI
- France : 14 novembre 2018 sur TF1

- États-Unis : 5,65 millions de téléspectateurs[49] (première diffusion)

- D'introduction : « Les convictions sont des ennemies de la vérité plus dangereux que les mensonges. » de Friedrich Nietzsche.
- De conclusion : « Se raccrocher revient à croire qu'il y a seulement un passé ; lâcher prise, c'est savoir qu'il existe un avenir. » de Daphne Rose Kingma.

### Épisode 22:La Secte
- États-Unis : 18 avril 2018 sur CBS
- Canada : 25 avril 2018 sur CTV
- Suisse : 8 juillet 2018 sur RTS Un
- Belgique : 30 septembre 2018 sur RTL-TVI
- France : 30 janvier 2019 sur TF1

- États-Unis : 5,65 millions de téléspectateurs[49] (première diffusion)

- D'introduction : « Une cause n'est pas nécessairement vraie parce qu'un homme meurt pour elle. » d'Oscar Wilde.